# Pseudocrossidium hornschuchianum
Pseudocrossidium hornschuchianum là một loài Rêu trong họ Pottiaceae. Loài này được (Schultz) R.H. Zander miêu tả khoa học đầu tiên năm 1979.

## Hình ảnh

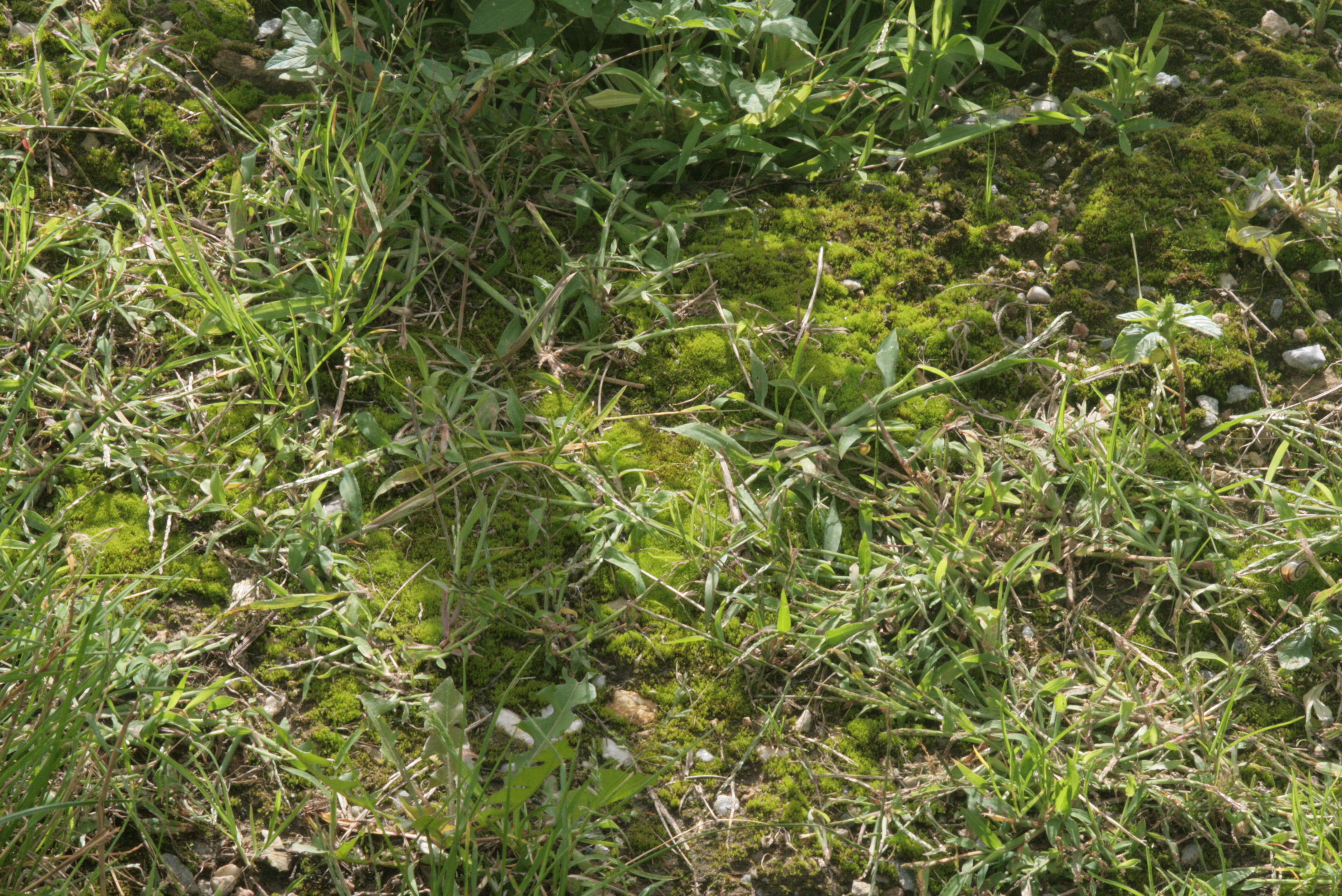
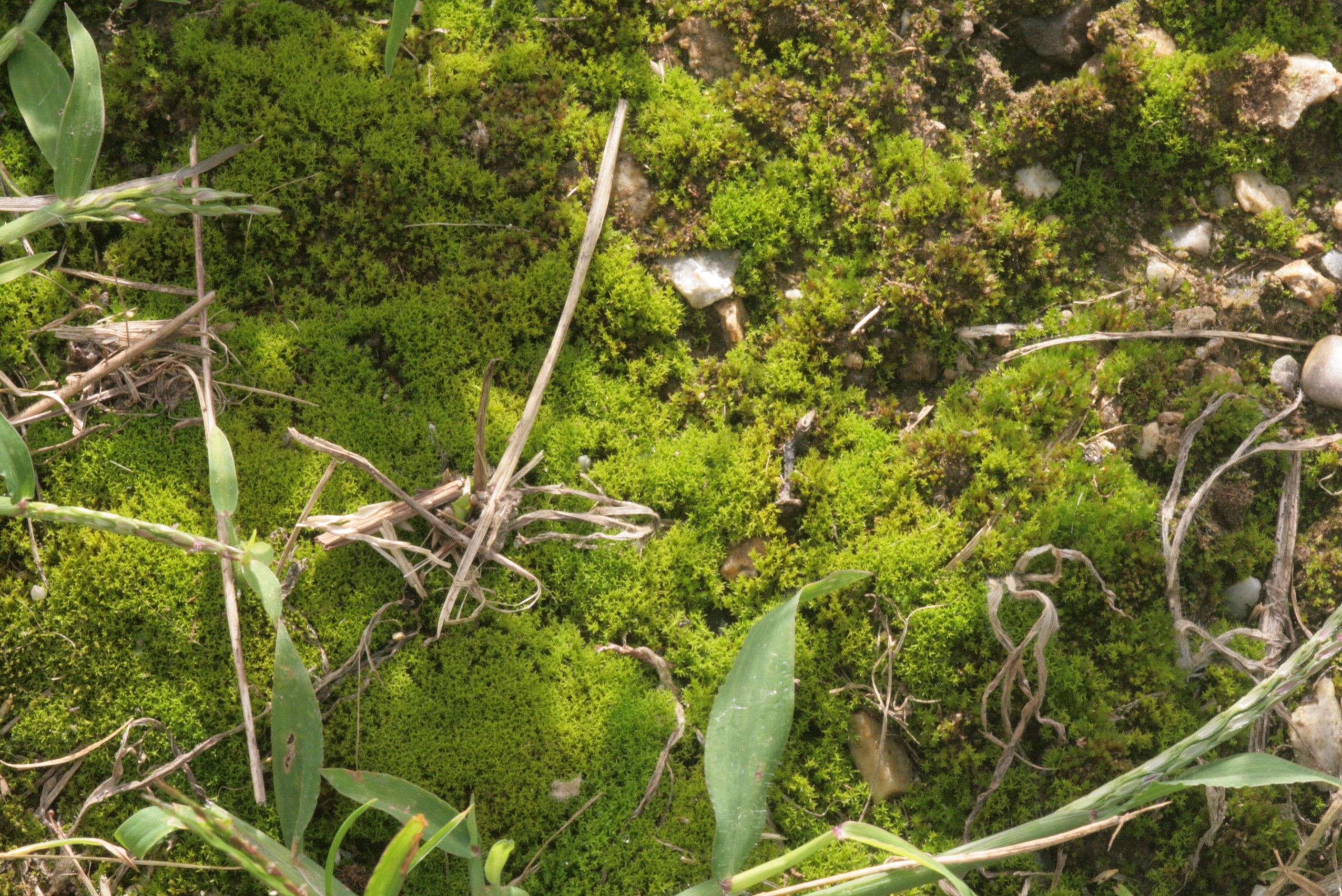
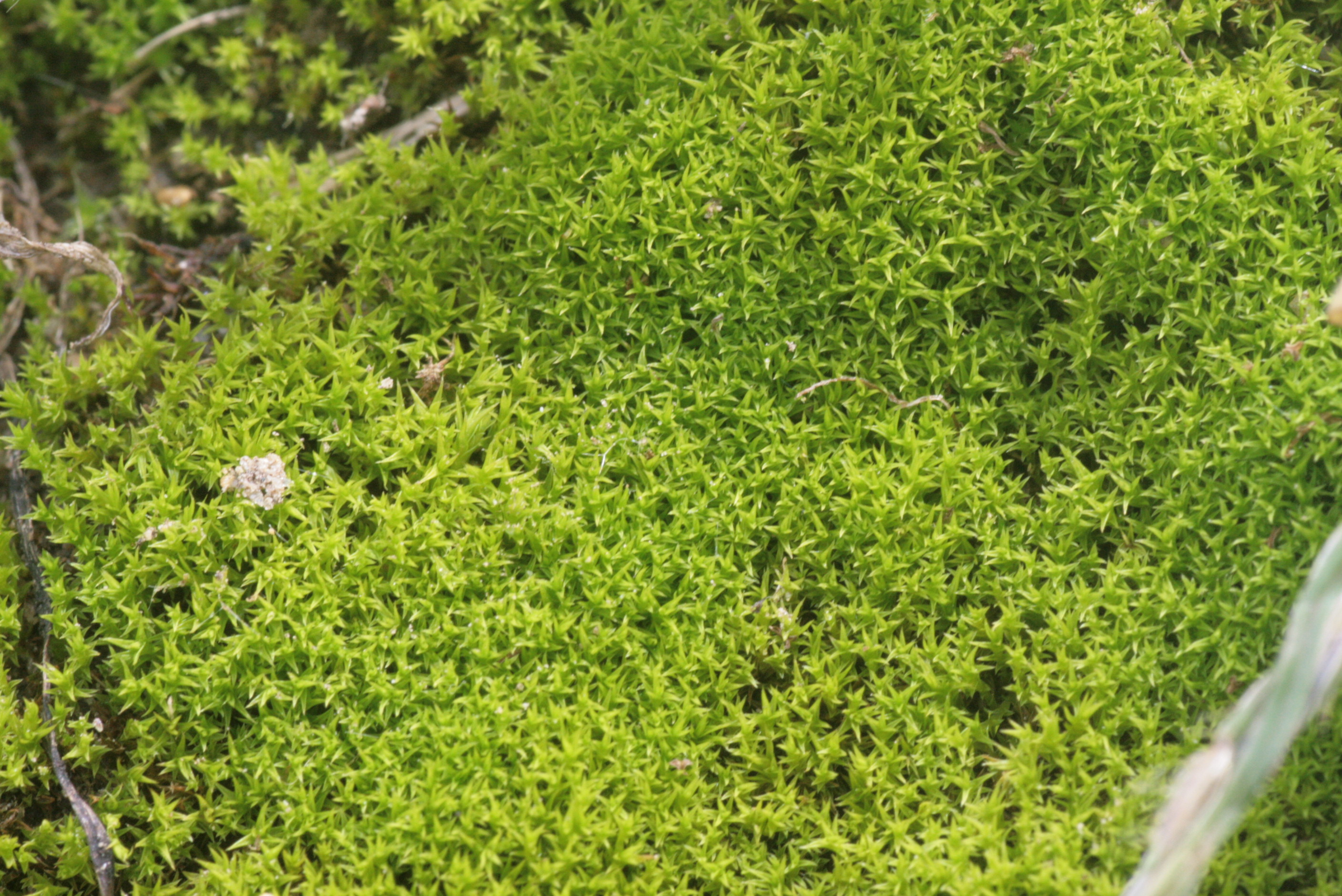
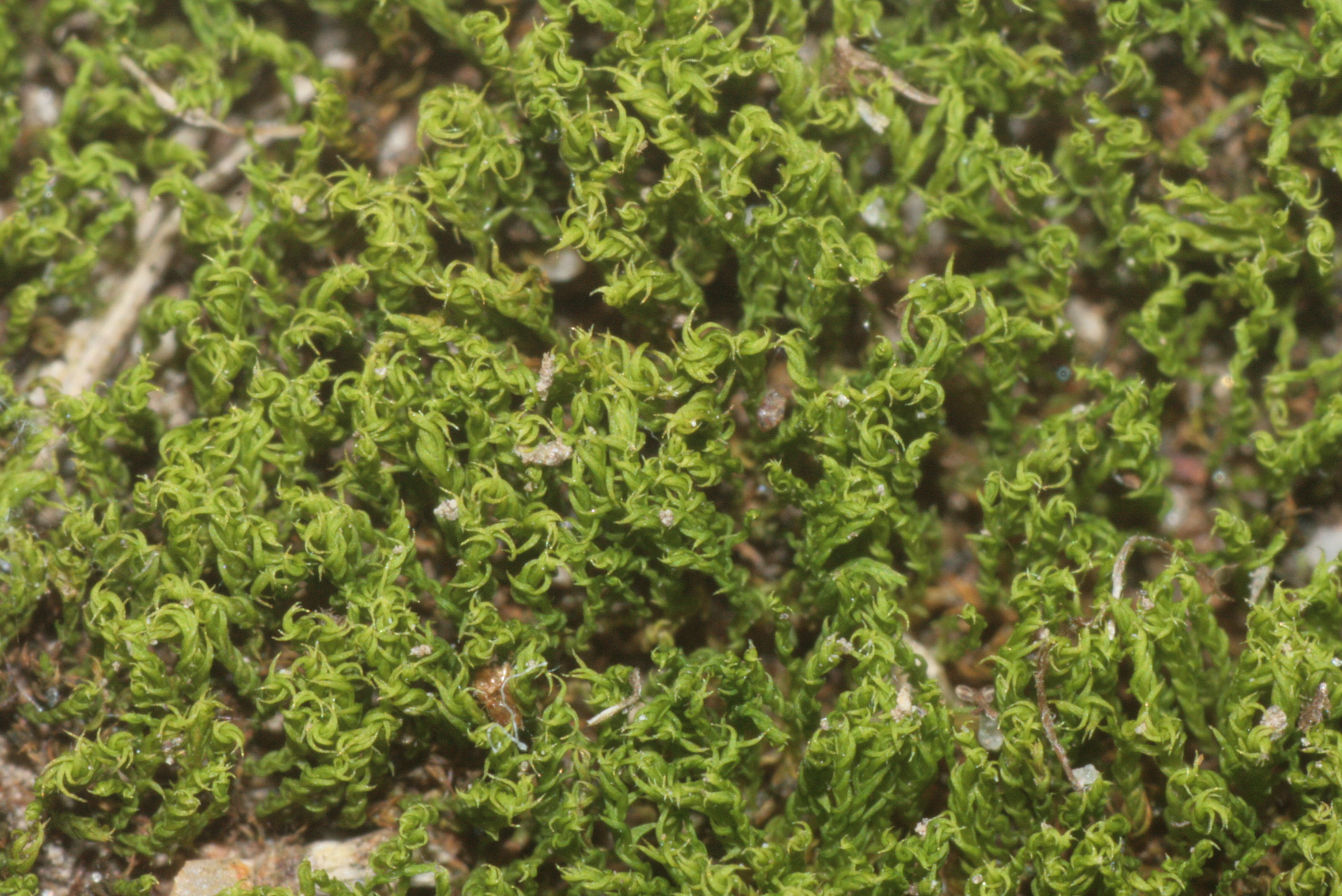